# Війна світів
«Війна світів» (англ. The War of the Worlds) — науково-фантастичний роман англійського письменника Герберта Веллса. Написаний у 1897 році, був виданий в квітні того ж року в журналі «Pearson's Magazine» і в лютому 1898 року окремою книгою.
Роман описує вторгнення інопланетних прибульців (марсіан, марсіян у більшості видань українською) на Землю та марні спроби протистояти їм, що отримує, однак, несподіваний розв'язок. Сюжет роману був підказаний братом письменника — йому й присвячена «Війна світів».

## Сюжет
У статті використано поширений переклад Дмитра Паламарчука, в якому інопланетні прибульці названі «марсіянами».
|  | ...А в цей час істоти, які своїм розвитком стоять вище нас настільки, наскільки ми стоїмо вище від допотопних тварин, істоти з великим холодним жорстоким розумом, дивилися заздрісними очима на Землю, повільно й впевнено плекаючи свої ворожі супроти нас плани. |

### Книга перша: Прибуття марсіян

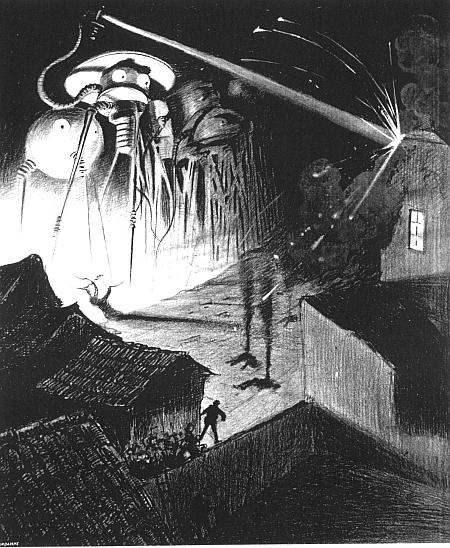
Напад марсіянських крокуючих машин

Оповідання ведеться від першої особи безіменним головним героєм, жителем вікторіанської Англії початку XX-го століття. Він починає свою розповідь словами про спостереження на Марсі дивних сяйв, які вперше було зафіксовано у 1894 році. 6 років потому, під час протистояння Марса і Землі, астрономи помітили викиди розжареного газу на Марсі, що відбувалися кожної доби протягом десяти днів, але були не в змозі їх пояснити. Оповідач з відомим астрономом Оджилві на власні очі змогли побачити нові викиди в телескоп.
Згодом в околицях Лондона відбулося падіння об'єктів, які більшість населення сприйняла за метеорити. Оджилві, прибувши на місце падіння, виявив, що метеорити мають циліндричну форму і спробував їх відкрити, одначе спроби виявилися безуспішними. Новини швидко рознеслися, наступного ранку циліндр спробували відкопати з кратера, а ввечері він сам почав відкриватися. Поява з об'єкта марсіянина — істоти, схожої на великого восьминога, розлякала юрбу навколо. Після короткої наради, мешканці вирішили відправити до марсіян мирну делегацію, на чолі якої став Оджилві та астрономи Стент і Гендерсон. Однак, коли вони наблизилися до прибульців, ті застосували свою зброю — тепловий промінь, який спалив найближчих людей. Оповідачеві, тим не менш, вдалося втекти і дістатися дому. Новину про напад марсіян, однак, багатьма було сприйнято за вигадку, а тим часом марсіяни проводили якесь будівництво в кратері. Скоро впав і другий циліндр.
Біля місця проживання оповідача з дружиною почалася військова операція. Оповідач відвіз дружину до сусіднього міста, Лезергеда, а сам повернувся назад, дорогою спостерігаючи випалену марсіянами землю. Від вцілілого солдата-артилериста оповідач дізнався про численні втрати армії. Він задумав покинути Англію з дружиною, але із солдатом опиняється недалеко від місця, де марсіяни застосовують свої кроківні триноги — бойові машини, озброєні тепловими променями. Попри значні втрати, армії вдалося дати відсіч, знищивши одну триногу та пошкодивши іншу, і марсіяни відступили. Дорогою оповідач натрапив на священника, і продовжив свій шлях разом із ним.
Тим часом новини про нашестя марсіян дійшли до Лондона, де знаходився брат оповідача. Там він довідався про втрати землян через нову зброю марсіян — отруйний чорний газ. Свідком використання цієї зброї став і оповідач разом із священником. Завдяки цьому газу марсіянам вдалося винищити сили, які стояли на обороні Лондона. Уряд міста віддав наказ покидати його всім жителям. Брат зумів втекти з охопленого панікою міста разом з двома жінками. Потоки втікачів посунули на схід до Сауеенда, Шуберінеса, і на південь до Діла й Бродстера. Прикривати відбуття мирного населення Темзою було прислано міноносець «Дитя грому», який, жертвуючи собою, знищив дві прибулі триноги марсіян.

### Книга друга: Земля в марсіянському ярмі

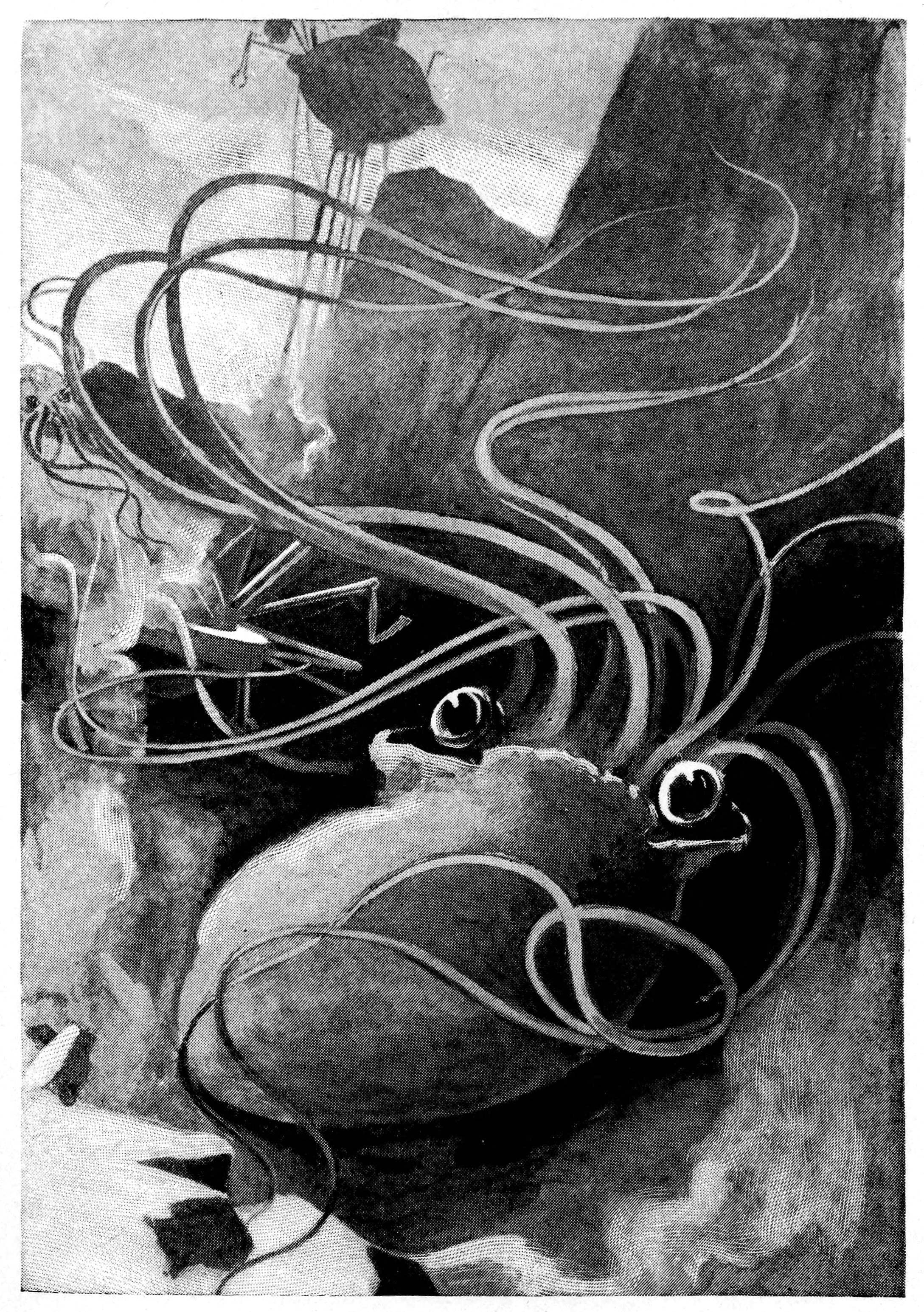
Вигляд марсіянських завойовників

Оповідач продовжив свій шлях зі священиком, спостерігаючи нашестя марсіян поруч. Однієї ночі на будинок, у якому знаходилися оповідач з священником, впав п'ятий циліндр, через що вони опинилися у пастці під уламками будівлі. У кратері, який утворився від приземлення циліндра, рухалися подібні на крабів механізми — "рукаті" машини, за допомогою яких будувалися бойові машини марсіян. Вдалося розгледіти, як харчуються марсіяни — вони викачують з людей кров і вприскують її собі у вени, а також що вони розмножуються брунькуванням. Оповідач зауважує, що один письменник описав людей майбутнього схожими на марсіян — з великими мізками і слабкими кінцівками, здатними лише керувати машинами. Навколо місць висадки швидко розросталася марсіянська червона трава.
З часом священник божеволіє, що вимушує оповідача вбити його коли той голосно кричить, боячись що він таким чином приверне увагу марсіян. Після цього марсіяни забрали тіло священика, а оповідач ледве уникнув такої ж долі  — щупальця марсіянських машин не дістали його. На третій тиждень переховування до сховку став дряпатися собака. Оповідач зважився вийти назовні та не знайшов поряд жодних марсіян.
Оповідач дістався безлюдними землями до Путні-Хілу, де зустрів знайомого артилериста, якому вдалося переховатися від марсіян у каналізації. Обговоривши плани зі збереження людських знань і боротьби із загарбниками, він дійшов до зруйнованого Лондона. В кратері він виявив мертвих марсіян, які не змогли протистояти земним хворобам. Як з'ясувалося, всі марсіяни декілька днів тому загинули. Оповідач повернувся у свій дім, де застав живих брата і дружину.
По відновленню Англії, в епілозі, він аналізує результати вивчення марсіян та їхніх технологій і можливість нового вторгнення під час наступного протистояння планет. Але, підбиваючи підсумок, зазначає, що горизонти людського пізнання тепер сильно розширилися, а наступного разу людство готове дати миттєву відсіч.

## Історія написання та видання

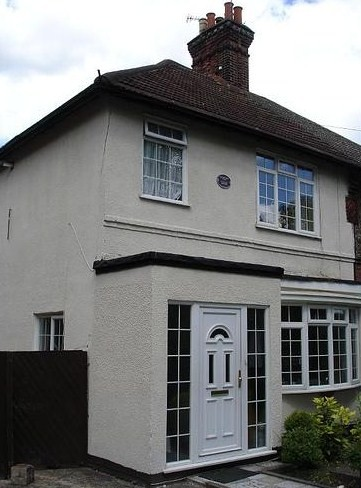
Будинок у Вокінгу, де автор жив з 1895 по 1896 роки

У 1895 році Веллс уже був визнаним письменником, одружився зі своєю другою дружиною, Кетрін Роббінс, і вони переїхали до міста Вокінг у Сурреї. Там Герберт проводив ранок, гуляючи або їздячи на велосипеді околицями, а після обіду писав. Оригінальна ідея «Війни світів» виникла у його брата під час однієї з таких прогулянок, коли він розмірковував про те, що було б, якби інопланетні істоти з'явилися серед краєвиду та почали атакувати його мешканців. Значна частина «Війни світів» відбувається навколо Вокінгу та його околиць. Такі персонажі, як артилерист, священик та брат-студента-медика засновані на знайомих письменника з Вокінгу та Суррею. Веллс ніколи не був на війні і черпав ідеї для власного твору з попередніх творів про загарбання Британії ворогами.
Тема вторгнення ворогів до Великої Британії відома в белетристиці з 1871 року. Фундаментальною роботою стала книга «Битва біля Доркіну» (1871) Джорджа Томкінса Чесні. Вона описує раптовий напад Німеччини з висадкою на південному узбережжі Англії та знищенням Королівського флоту, що призводить до розпаду Британської імперії. Книга критикувала залежність Британії від колоній і була настільки популярною, що її перевидали через місяць після першої публікації у вигляді брошури, яка розійшлася тиражем у 80 000 примірників. У наступних художніх творах загарбниками поставали німці в 1870-х, а пізніше французи, відповідно до змін у міжнародній політиці. «Війна світів» стала першим твором, який представив інопланетян загарбниками.
Спосіб подорожі марсіян, у снарядах, запущених з гармат, відповідає поширеному в XIX ст. уявленню про космічні подорожі. Його також використовував Жуль Верн у книзі «Із Землі на Місяць». За сучасними уявленнями, такий спосіб подорожей нераціональний, оскільки траєкторію снаряда складно коригувати, а постріл ним убив би пасажирів.
Оповідач у романі посилається на публікацію 1893 року, де описано припущення, що еволюція людського мозку може випередити розвиток тіла, і людина майбутнього стане кволою істотою, чиє тіло придатне лише для керування машинами. Ця праця, ймовірно, є «Людиною мільйонного року», яку сам Веллс опублікував у «The Pall Mall Gazette» 6 листопада 1893 року.
«Війна світів» була вперше опублікована частинами в Сполученому Королівстві в журналі «Pearson's Magazine» у квітні-грудні 1897 року. Веллсу заплатили 200 фунтів стерлінгів, але редакція журналу вимагала повідомити фінал, перш ніж опублікувати роман. Окремою книгою роман уперше опублікував Вільям Гайнеман (з лондонського видавництва «Heinemann») у 1898 році.

## Видання українською
Українською роман уперше був перекладений невідомим автором та вийшов у виданні «Канадійський Фармер» у 1917 році. У цьому виданні усунуто низку сцен, які присутні у оригінальному тексті — наприклад, повністю відсутня сцена битви між «Дитям грому» та марсіянами. Пізніше роман перекладали Григорій Піддубний (1921, 2-е вид. 1929), Дмитро Паламарчук (1967, 2-е вид. 1977, електронне 2016), Володимир Хорошенко (2007), Вероніка Гладка, Катерина Корякіна, Дмитро Паламарчук, А. Гордені, О. Ґордон (2023).
- Велс В. Борба світів. Переклад: невідомий. Вінніпеґ: Накладом «Канадийського Фармера», 1917. 117 с. (Бібліотека «Канадийського Фармера», Чис. 6)
- Уелс Г. Війна світів. Переклад: Григорій Піддубний. Київ: Державне видавництво, 1921. 264 с.
- Уелс Ґ. Війна світів. Переклад: Григорій Піддубний. Київ: Державне видавництво України, 1929. 228 с.
- Уеллс Г. Війна світів. Переклад: Дмитро Паламарчук. Київ: Дніпро, 1967. 500 с.
- Уеллс Г. Війна світів. Переклад: Дмитро Паламарчук. Київ: Дніпро, 1977. 465 с.
- Уеллс Герберт. Війна світів. Переклад з англійської: Володимир Хорошенко; ілюстрація палітурки: С. Лапина. Харків: Фактор. 2007. 112 с.
- Уеллс Г. Дж. Війна світів : роман / Герберт Джордж Уеллс; переклад з англ. Д. Паламарчука. Чернівці : Айсберг, 2016. 158 с. (Електронне видання)
- Веллс Герберт. Війна світів. Переклад: Вероніка Гладка, Катерина Корякіна, Дмитро Паламарчук, А. Гордені, О. Ґордон. Харків: Фоліо. 2023. 224 с.

## Адаптації

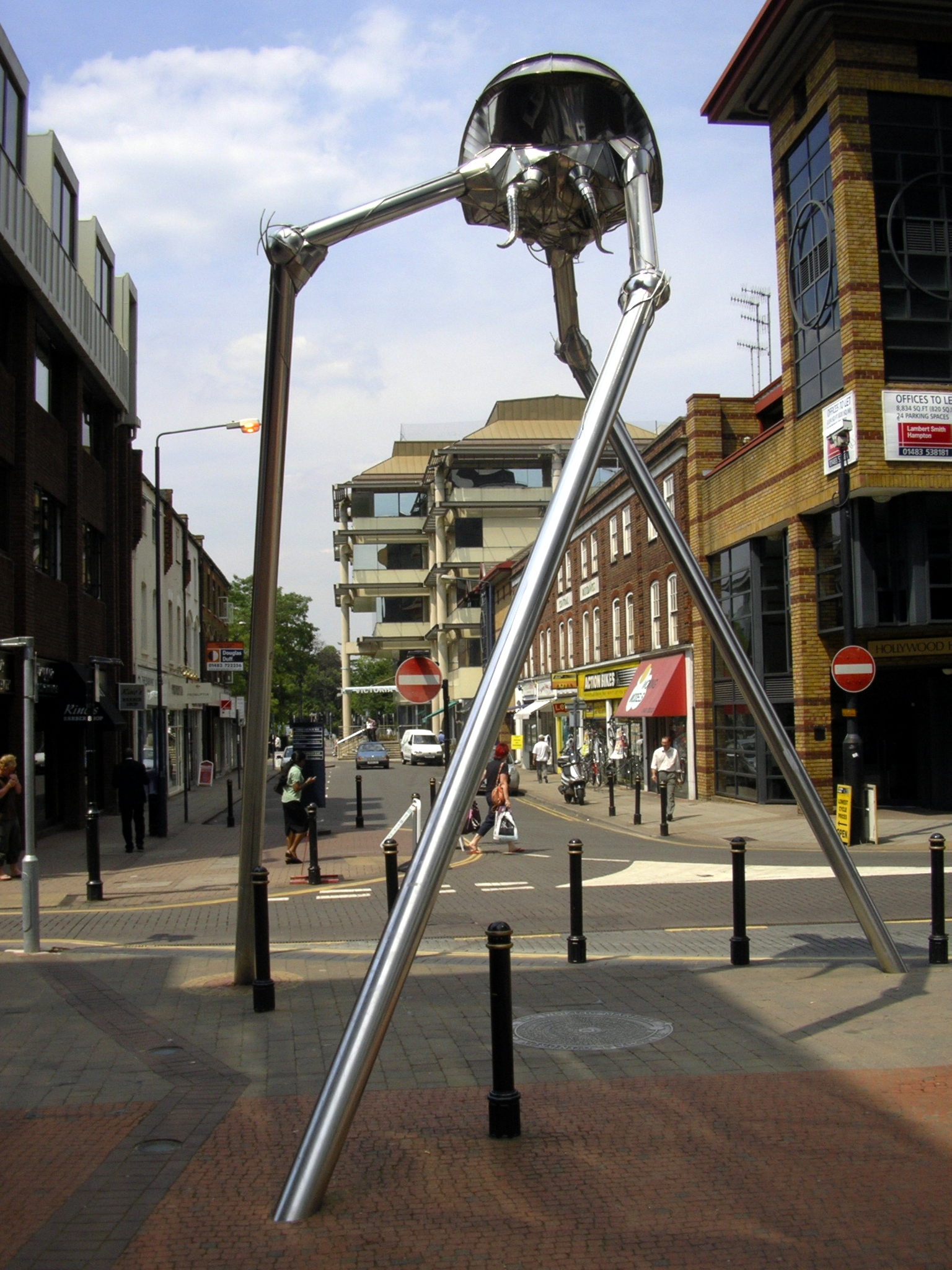
Пам'ятник «вторгненню» в Вокінгу

### Радіоспектаклі
- Радіоспектакль (1938) Орсона Веллса, перша частина якої була стилізована під «репортаж у прямому ефірі» про вторгнення марсіян. Відома тим, що викликала паніку в ряді районів США.
- Радіоспектакль (1949) у столиці Еквадору викликала паніку серед жителів, а пізніше погром радіостанції, що призвело до загибелі 6-и осіб.

### Фільми
- «Війна світів» (1953) — дію перенесено в США 1950-х років, марсіяни в фільмі користуються літаючими апаратами замість триног. Також відрізняється їхній вигляд, тут марсіяни радше нагадують слимаків.
- «Війна світів: Наступне сторіччя» (1983) — польський фільм за мотивами, зосереджений на проблемі маніпуляцій масовою свідомістю марсіянами та земними урядами.
- «Війна світів Герберта Веллса» (2005) Тімоті Гайнса, що доволі точно слідує роману, проте був широко розкритикований за низькоякісні спецефекти.
- «Війна світів» (2005) Стівена Спілберга — адаптація, де події відбуваються в сучасності.
- «Війна світів 2: Наступна хвиля» (2008) — мокбастер на фільм Спілберга.
- «Війна світів — правдива історія» (2012) — псевдодокументальний фільм жахів від Pendragon Pictures.
- «Війна світів: Голіаф» (2012) — анімаційний фільм про друге вторгнення марсіян через 15 років після першого та опір землян, які оволоділи марсіянськими технологіями.
- «Велика марсіянська війна 1913-1917» (2013)

### Телебачення
- «Війна світів» (1988)
- «Війна світів» (2019) — мінісеріал.
- «Війна світів» (2019) — адаптація, де події відбуваються в сучасності.

### Музика
- «Війна світів» (1976) — рок-опера Джеффа Вейна.

## Пов'язані твори
- «Завоювання Едісоном Марса» (1898) — роман американського письменника Гарретта Патнема Сервісса, що продовжує «Війну світів», спираючись на її ранній варіант (зокрема марсіяни там людиноподібні). Книга описує як земляни, оговтавшись після вторгнення марсіян, здійснюють контратаку на Марс, в чому бере участь винахідник Томас Едісон. Роман тривалий час лишався маловідомим, хоча саме в ньому вперше присутні кілька елементів жанру космоопери. На ту ж тему створено фільми «Війна світів 2: Наступна хвиля» (2008) та «Війна світів: Голіаф» (2012).
- «Машина простору» (1976) — роман Крістофера Пріста про пригоди двох землян, які випадково опинилися на Марсі незадовго до вторгнення, та їхні спроби перешкодити марсіянам. Дія книги відбувається в тому ж сетингу, що й «Війна світів» і «Машина часу», та зображає закулісся обох творів.